# 二叠纪
| 二叠纪 298.9–251.902百万年前 PreЄ Є O S D C P T J K Pg N |                                                                             |
| 晚二叠世：2.6亿年前的地球                                |                                                                             |
| 全時期平均大氣O 2含量                                    | 约23 Vol % （为現代的115% ）                                                |
| 全時期平均大氣CO 2含量                                   | 约900 ppm （为前工業時期3倍）                                               |
| 全時期平均地表溫度                                       | 约16℃ （高於現代2℃）                                                        |
| 海平面（高於現代）                                       | 在二疊紀早期相對穩定於是60（200英尺），在中期下降，末期穩定於−20（−66英尺） |

二叠纪（英語：Permian，符號P）是显生宙古生代的第六个纪，也是古生代最后一个地质时代。二叠纪上承石炭纪、下启中生代的三叠纪，始于2.99亿年前的石炭纪雨林崩溃事件，终于2.51亿年前因西伯利亚暗色岩超级火山喷发引起的二叠纪—三叠纪灭绝事件。定义二叠纪的岩层是比较分明的，但开始、结束的精确年代却有争议，其不精确度可达数百万年。以往二叠纪分为早二叠纪和晚二叠纪两世，而目前学术界则对二叠纪使用三分法，分别是烏拉爾世、瓜德魯普世和樂平世。
二叠纪的英文名称“Permian”是由英国地质学家莫企逊（1792～1871）于1841年提出，取名源自俄罗斯中世纪时期位于上卡马高地的彼尔姆公国（现彼尔姆边疆区）。中文译名“二叠纪”的来源一說是在德國的同年代地層的上層是镁质灰岩，下層是紅色砂岩之故；一说是源自法裔美籍地质学家儒勒·马可（1824～1898）在1853至1867年间针对北美密西西比河和科罗拉多河之间一大片地区的二叠纪地层而提出的术语用词“Dyassic”，但这个提议在1871年被莫企逊驳斥。

## 生物

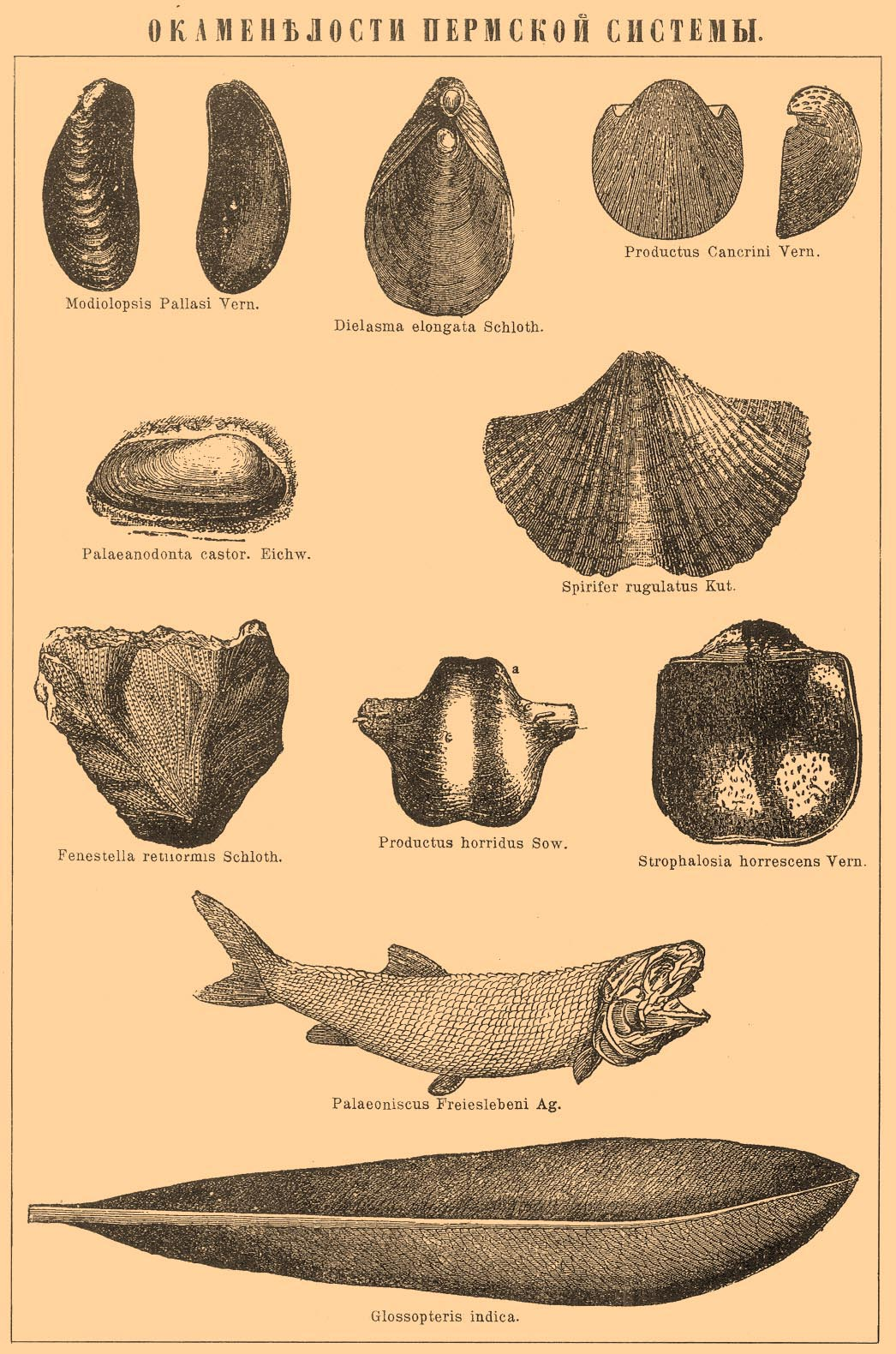
二叠纪时期的代表生物化石

### 植物
早期的植物以真蕨、种子蕨为主。晚期有较大变化，鳞木类、芦木类、柯达树等趋于衰微、灭绝，代之以较耐寒耐旱的种子蕨和裸子植物，尤其是松柏类大为增加。苏铁类和银杏类的早期种类在这时期出现。植物已经出现了地理区系的分化。
另外在彼尔姆-昆古尔地区化石群发现了一类全新的植物化石，在二叠纪结束时灭绝，该化石种类具有类似花朵型态和种子带翅的特征，但幼苗形态更类似于针叶树。

### 动物

#### 海洋
软骨鱼类继续繁盛；腕足类继续繁盛，長身貝类占优势；䗴类、海百合和软体动物也是重要部分，菊石类有明显分异；四射珊瑚和横板珊瑚繁盛；苔藓虫逐渐衰退；三叶虫趋于灭绝。

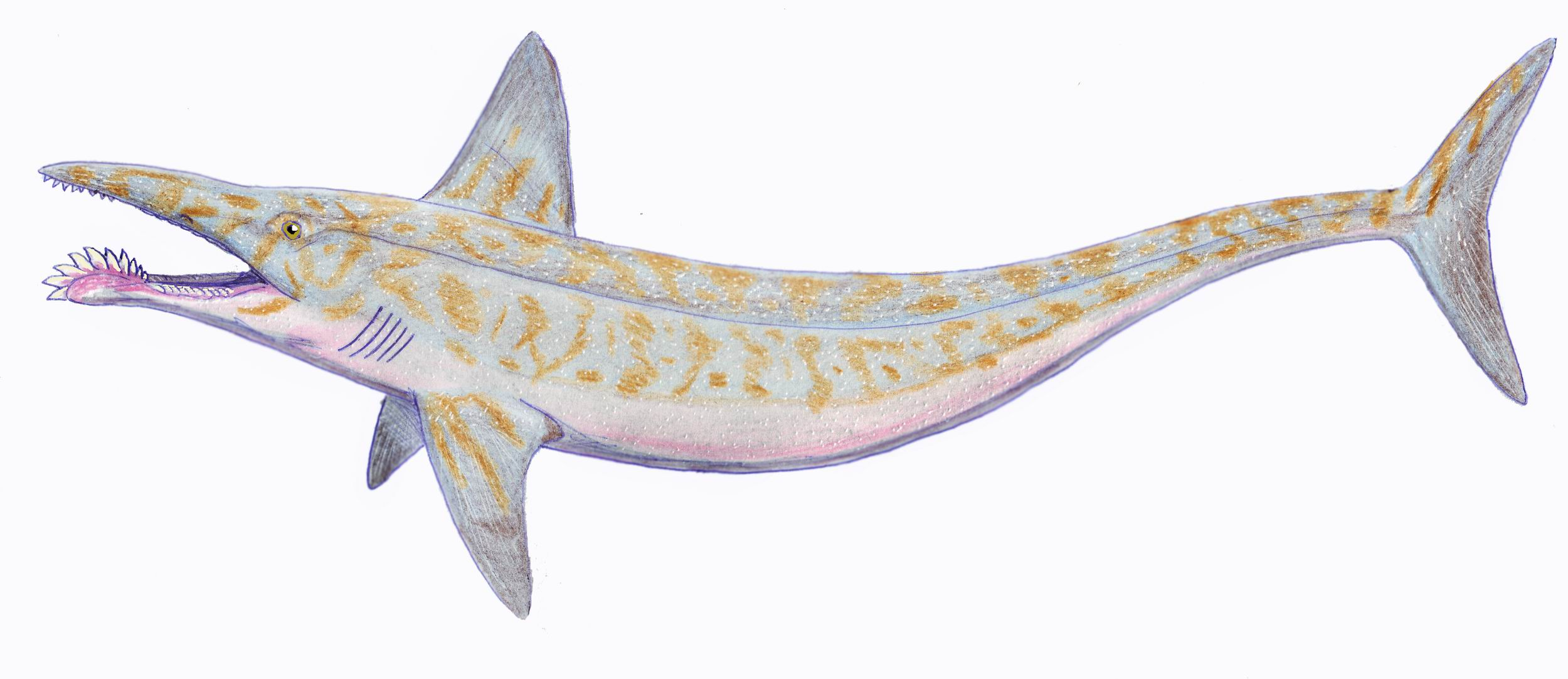
副旋齿鲨属模式种復原圖，属于尤金齿目
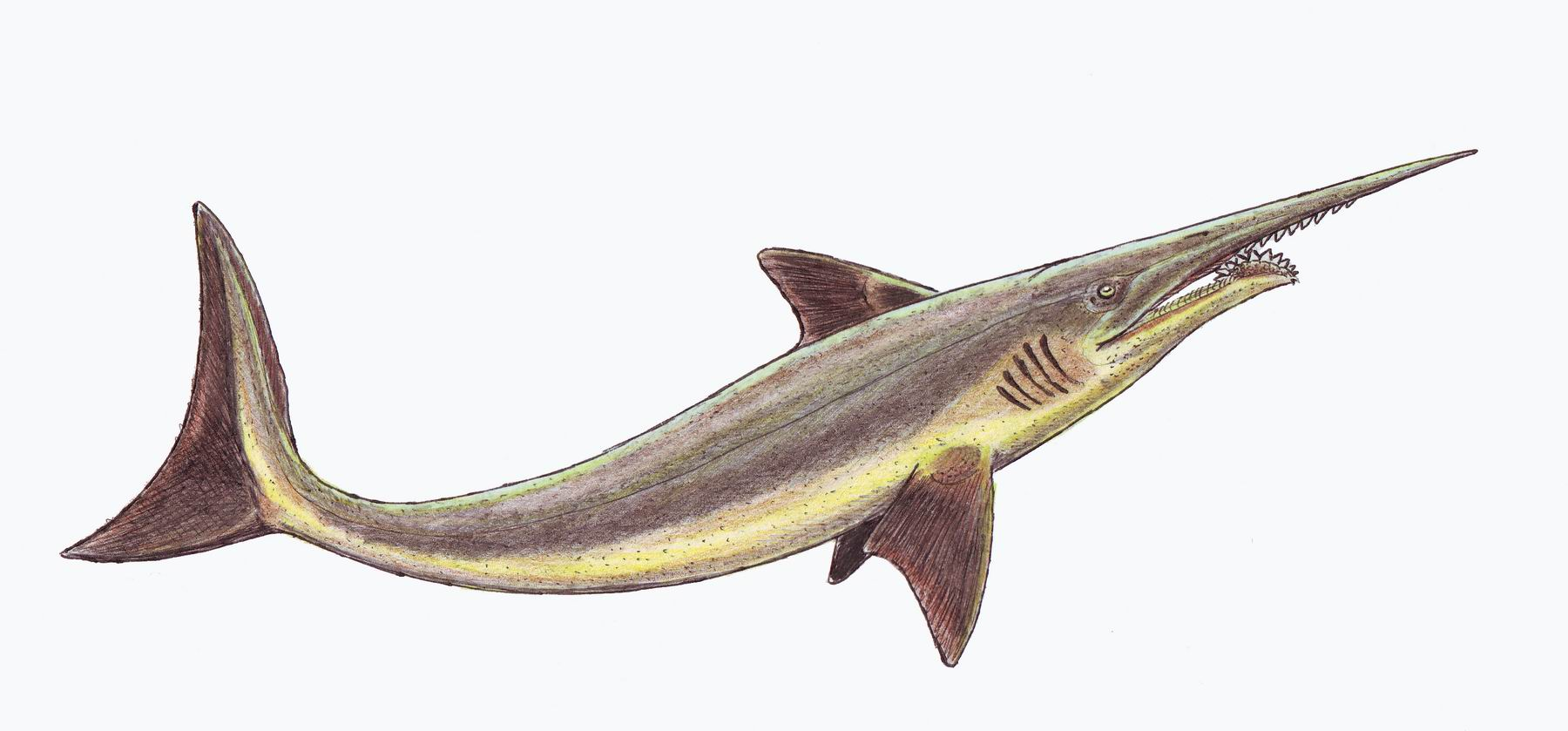
沙寇鋸鯊屬復原圖，属于尤金齿目
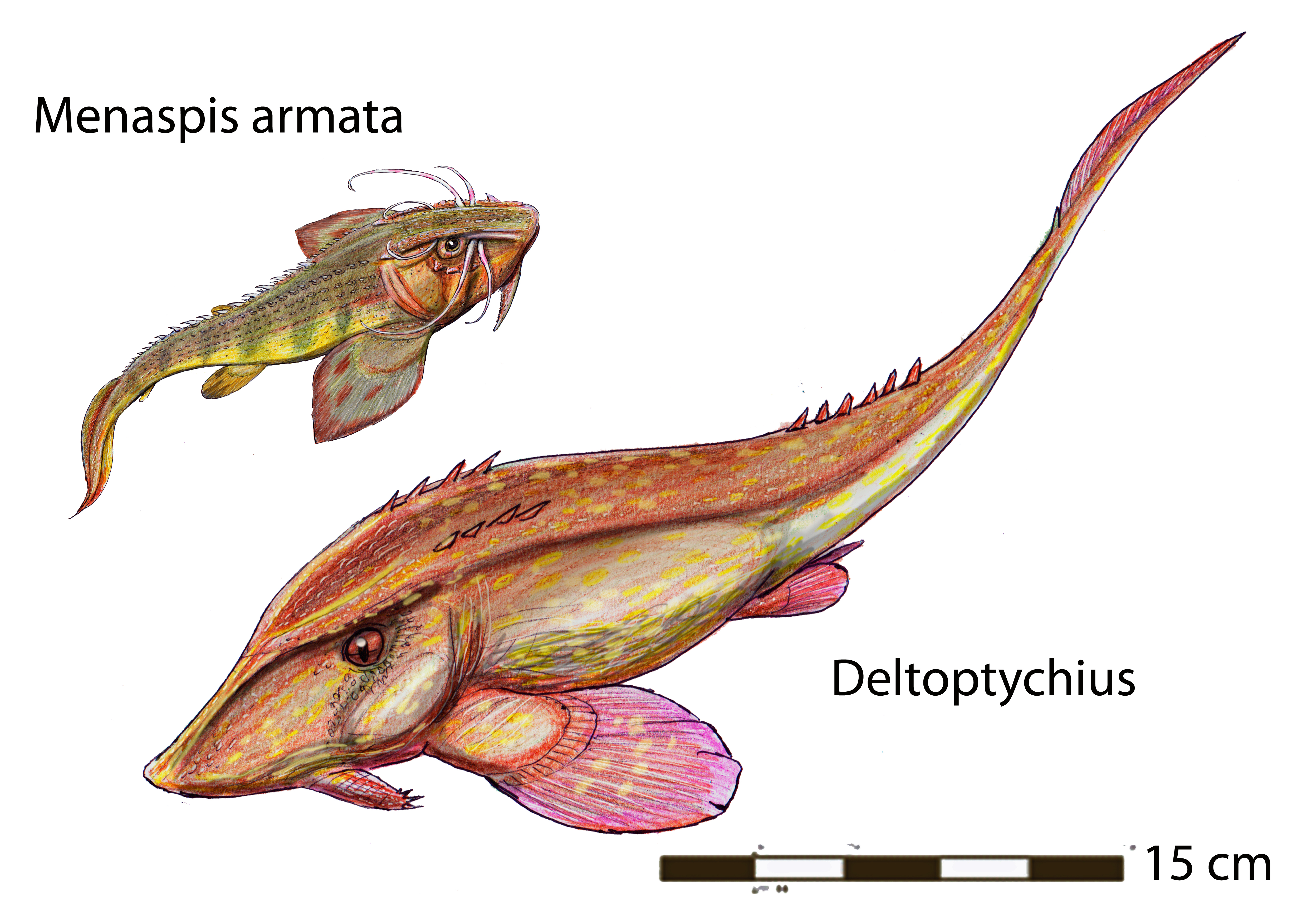
（復原圖）左上：颊甲鲛属（德语：Menaspis），右下：三角褶鲛属，属于颊甲鲛目（Menaspiformes）

#### 陆地
- 昆虫多樣化的急劇增加。在二疊紀末期，起源率和滅絕率都大幅下降。出现了取食花粉行为，[10]、拟态现象[11]、虫蛀木现象[12]。
- 离片椎类进一步发展，占据了淡水的统治地位。
- 羊膜动物首次大量繁盛：

1. 盘龙目（二叠纪早期）、兽孔目（二叠纪中晚期）等合弓纲动物具有陆地的统治地位。
2. 中龙目、始鳄目、空尾蜥、兰炭鳄等蜥形纲动物开始尝试向天空和水域发展。

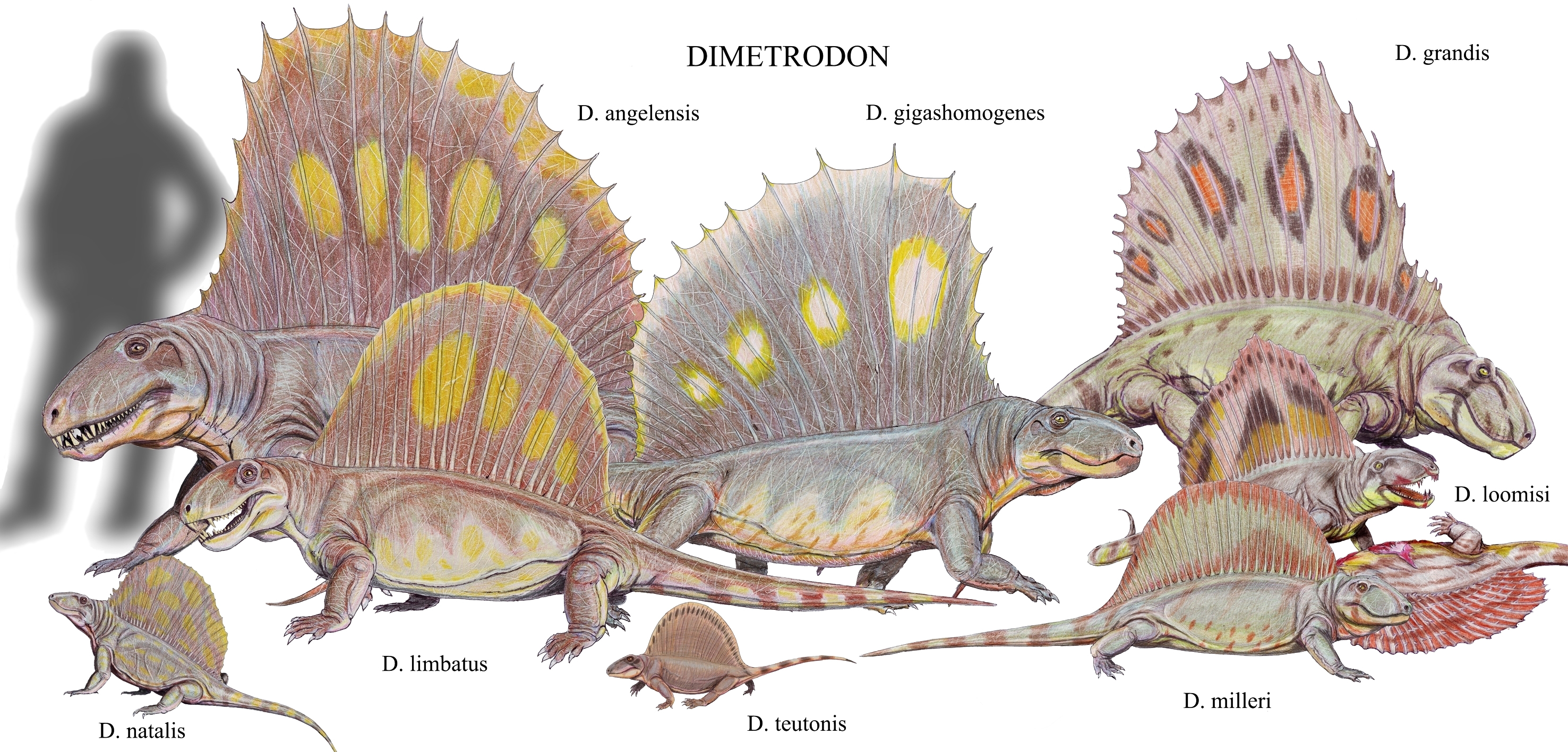
异齿龙属内各物种复原图，属于楔齿龙科
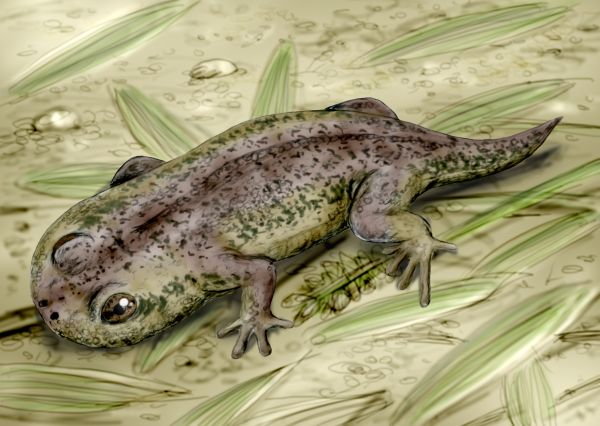
原蛙属（英语：Gerobatrachus）復原圖，属于两栖形类，诉说着有尾目和无尾目的起源
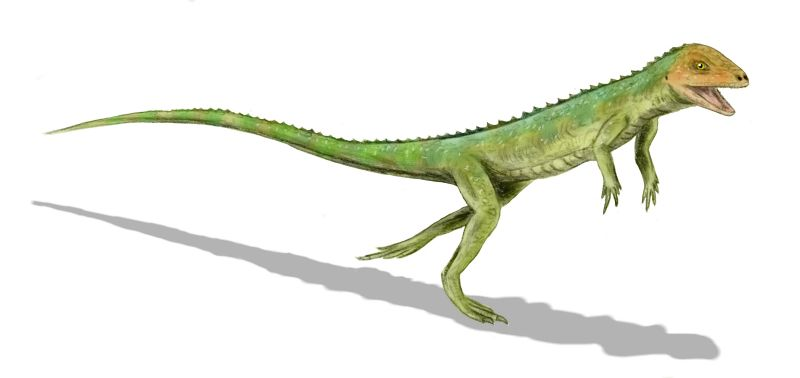
真双足蜥属復原圖，是目前已知最早的二足脊椎动物，属于副爬行动物前棱蜥形目波罗蜥科
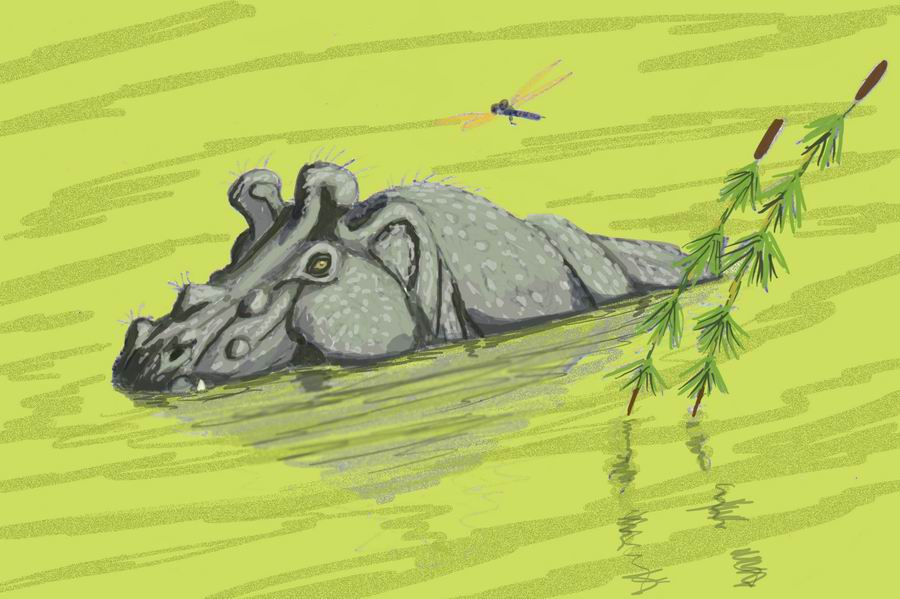
浸泡在水中的奇异冠鳄兽，属于恐头兽亚目冠鳄兽科
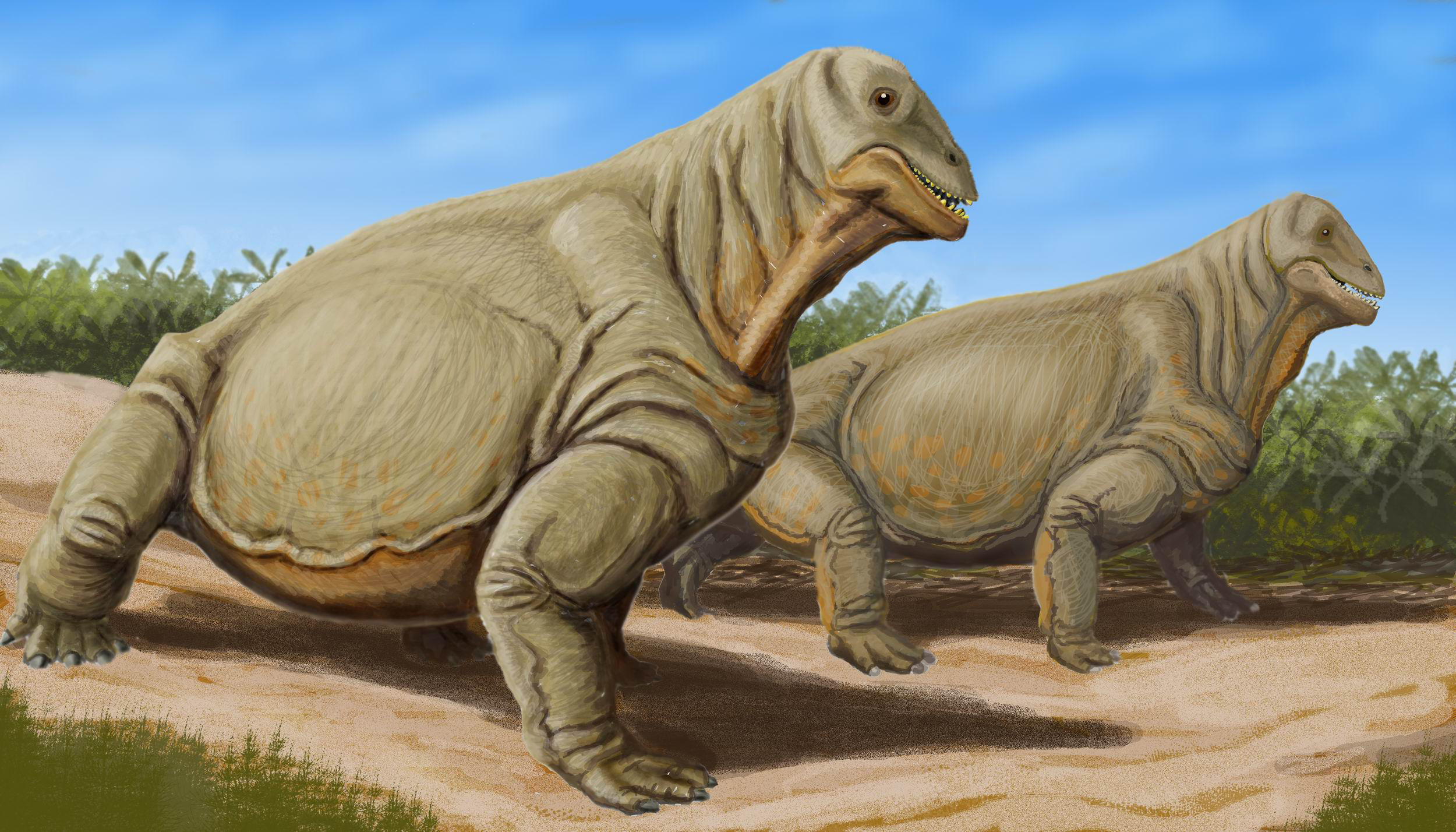
南非麝足兽复原图，属于恐头兽亚目貘头兽下目
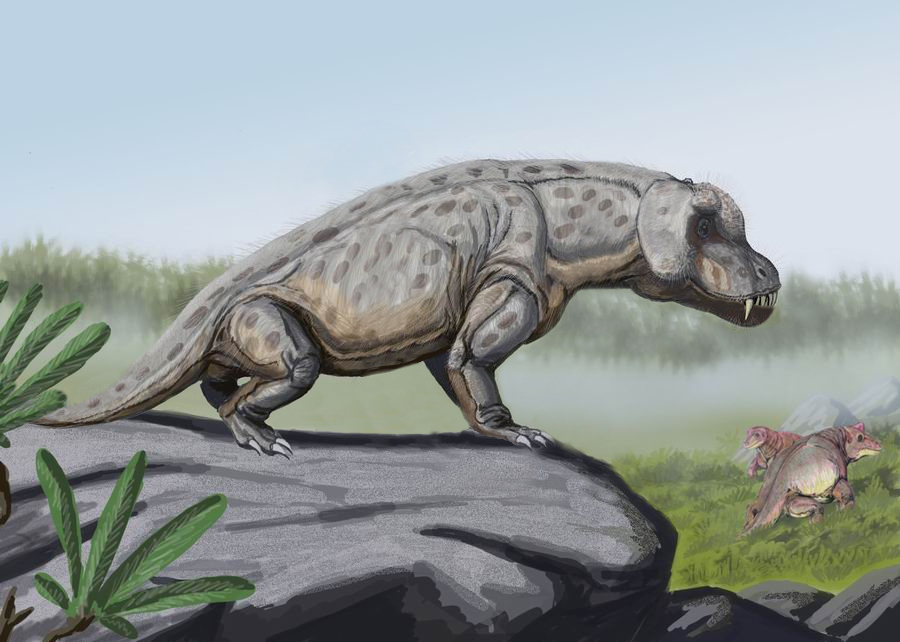
安蒂欧兽属复原图，属于恐头兽亚目安蒂欧兽下目
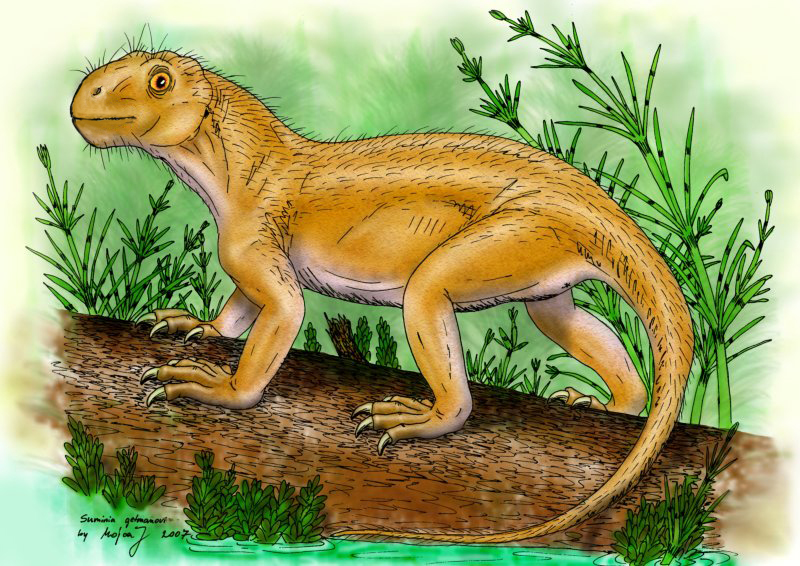
苏美尼兽属复原图，属于异齿亚目文努科维亚兽下目，是已知最早的树栖脊椎动物之一
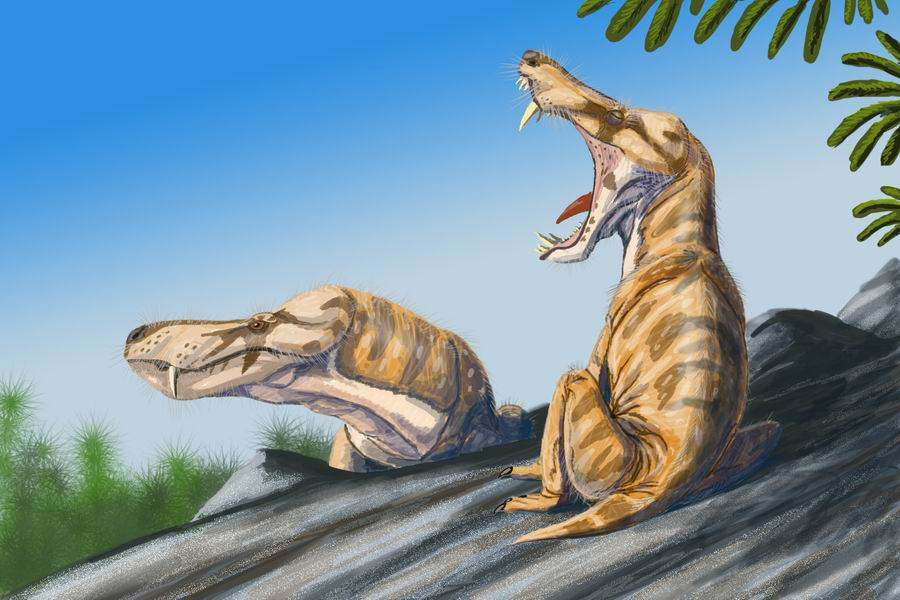
锯颌兽属复原图，属于兽头亚目
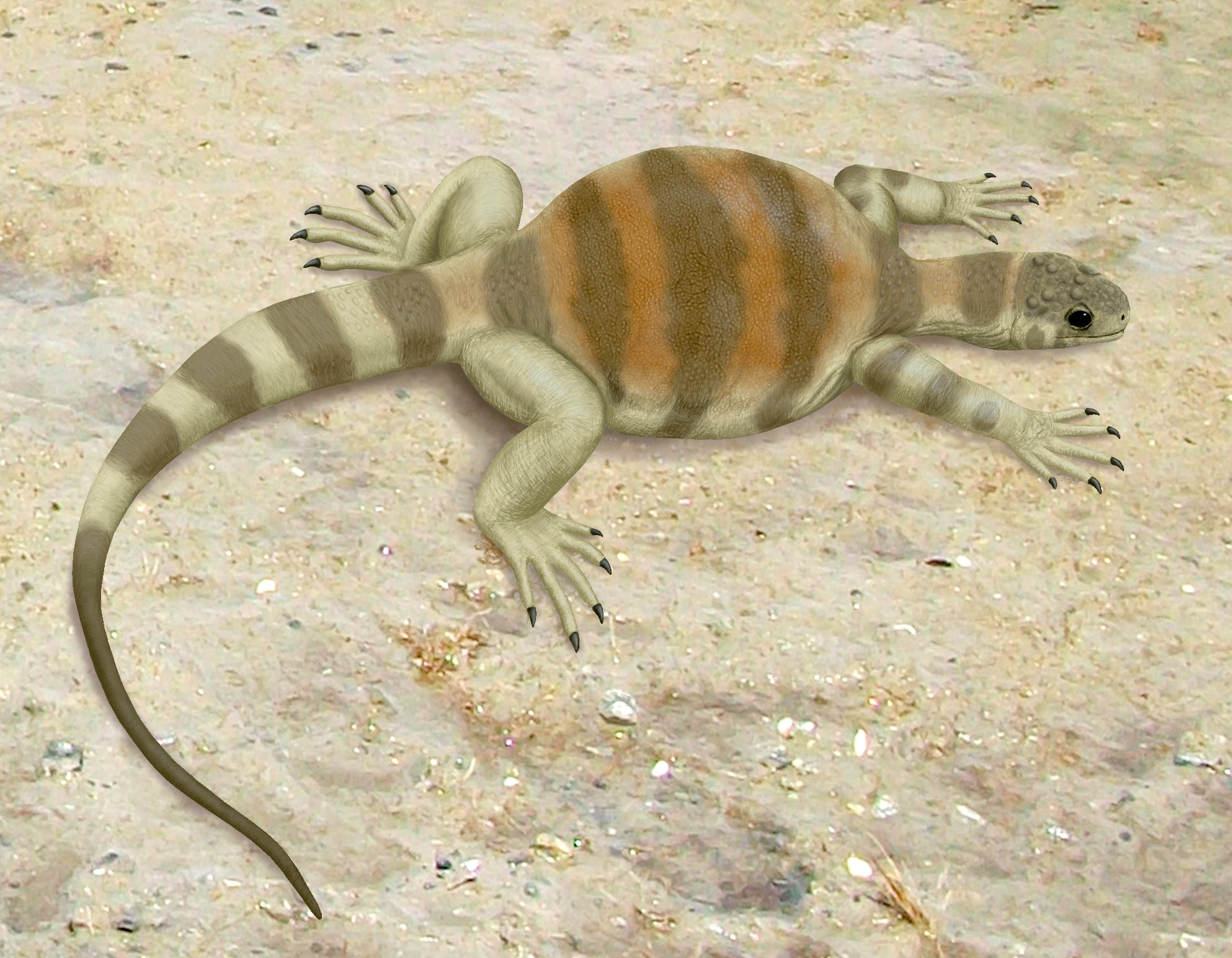
正南龟属復原圖，详细分类一直有争议
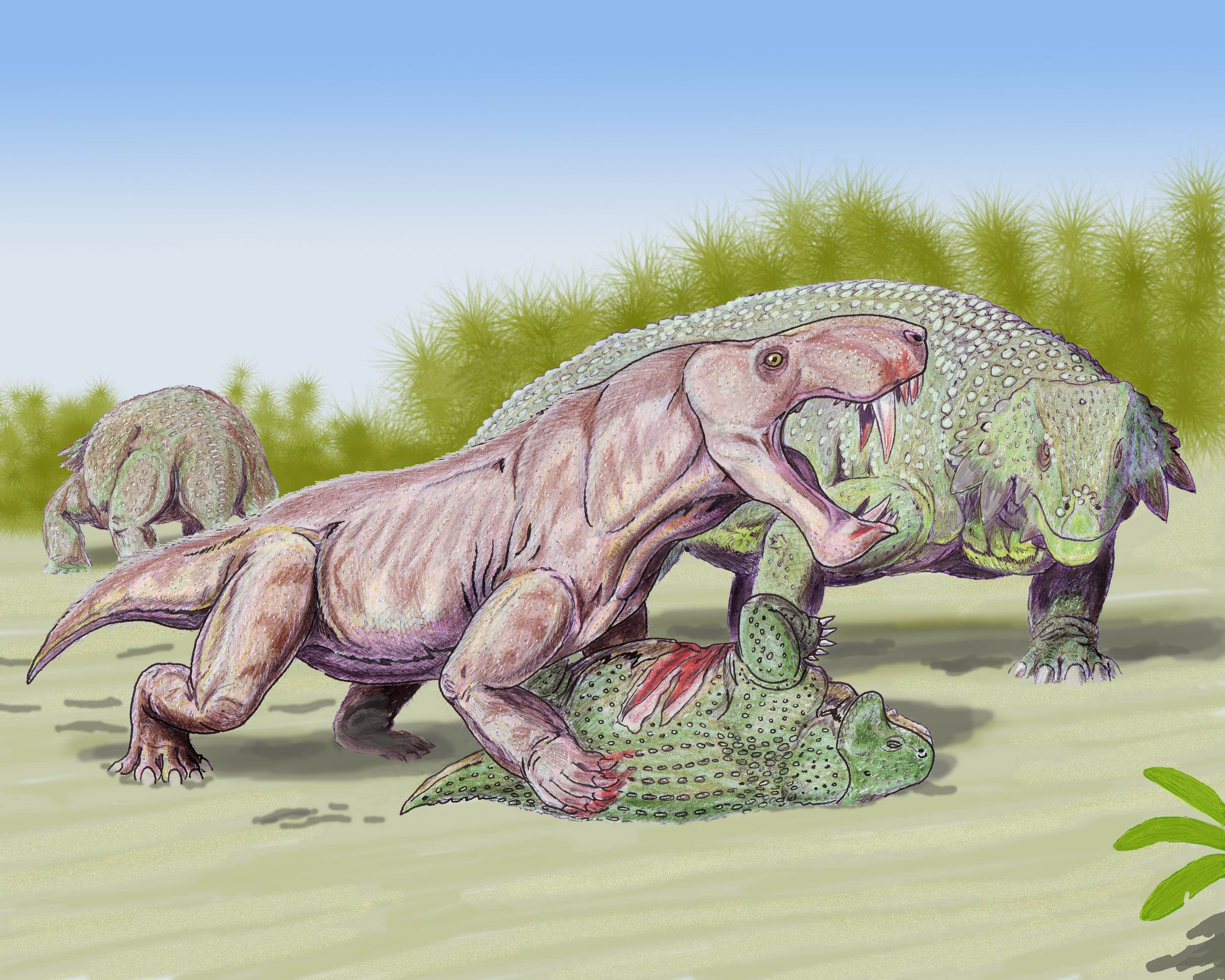
狼蜥兽攻击一群锯齿龙类，属于丽齿兽亚目
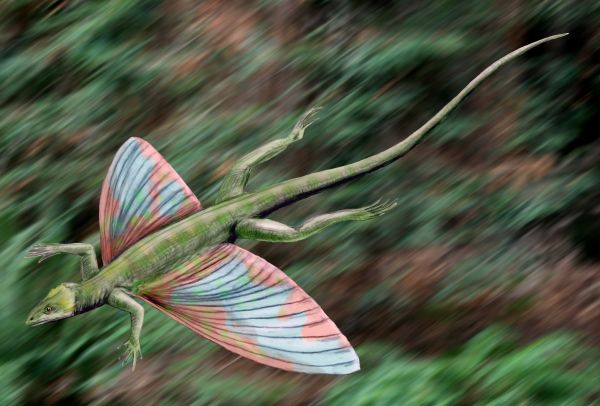
空尾蜥属復原圖，是目前已知最早具有类似翅膀结构的脊椎动物

## 灭绝事件

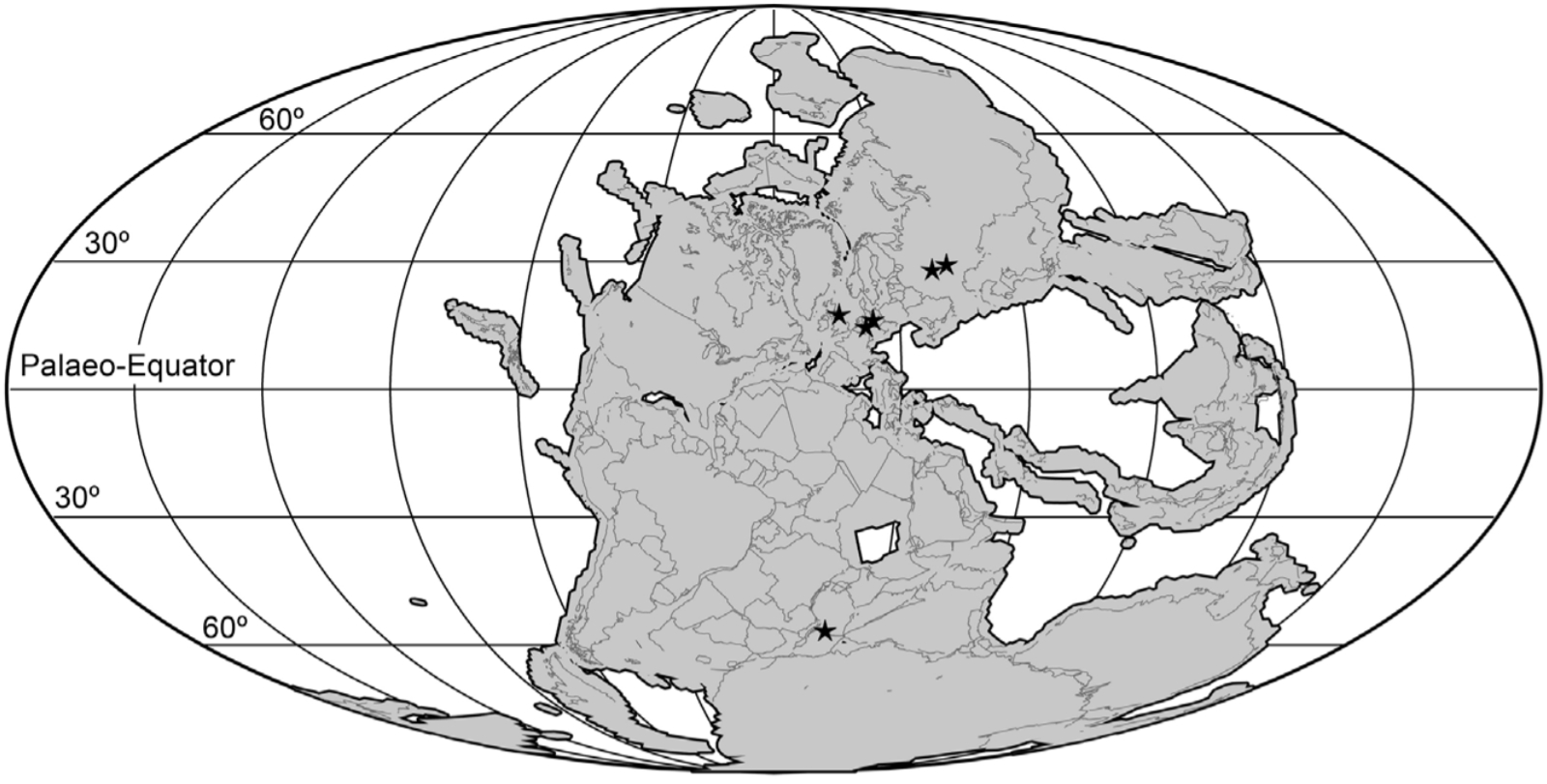
峨嵋山暗色岩事件期间的地球，黑色五角星表示主龍形下綱的化石分布

二叠纪-三叠纪灭绝事件是有史以来最大的灭绝事件，其导致当中96%的海洋生物消失，其詳細原因目前尚不明確，推測可能是因為西伯利亞火山噴發，導致海洋中的pH.值改變。

## 地理

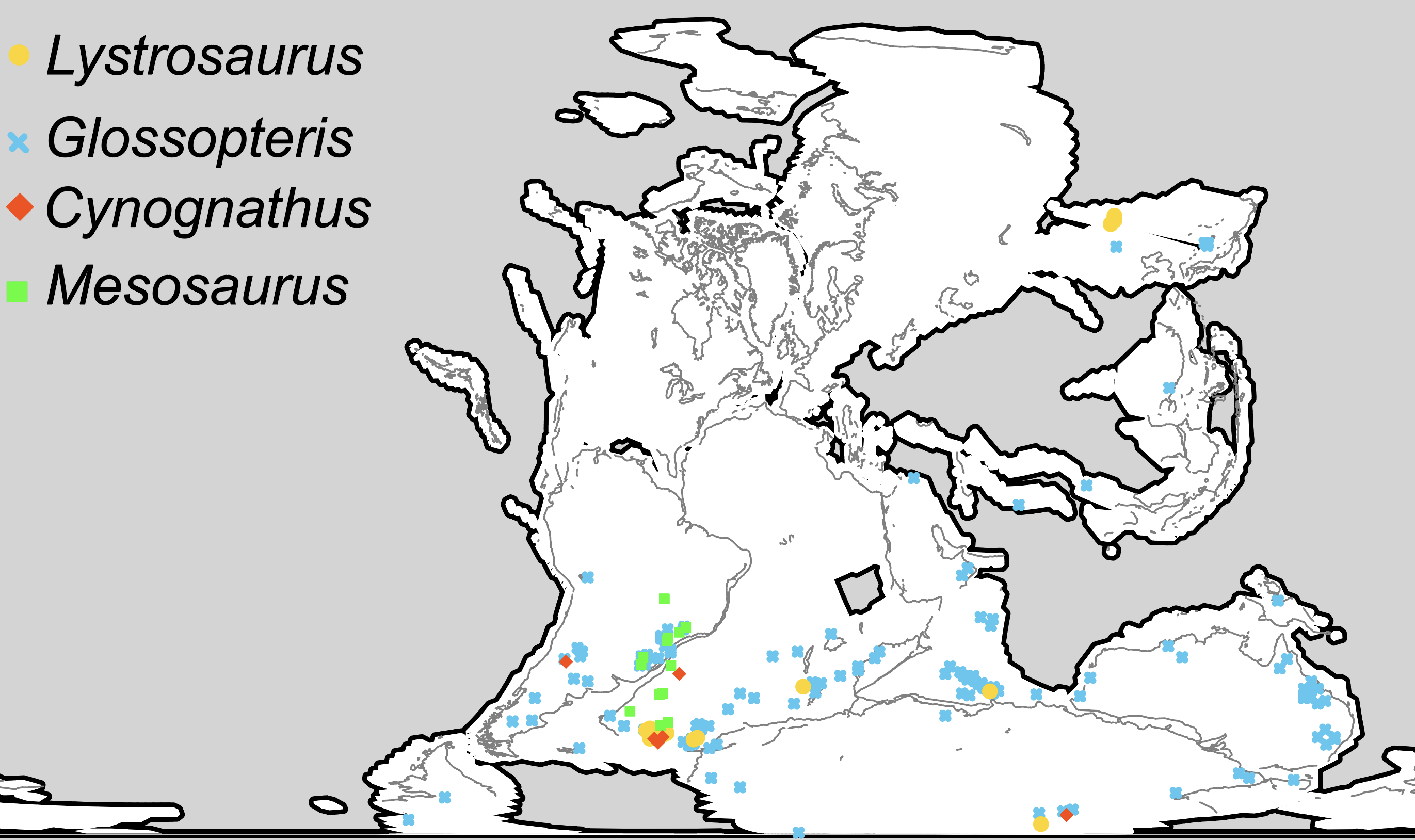
二叠纪至三叠纪期间的重要代表化石分布，被視為是大陸漂移的證據：
犬颌兽属（Cynognathus）
中龍屬（Mesosaurus）
水龍獸屬（Lystrosaurus）
舌羊齿属（Glossopteris）

- 二叠纪早期寒冷、冰川广布；晚期海退、干旱。南美、非洲南部、印度半岛、巴基斯坦盐岭、澳大利亚、南极洲、中国西藏南部等地有冰碛岩、冰水沉积。
- 早期火山活动广泛，晚期趋于沉寂。北美的阿巴拉契亚运动，是二叠纪末强烈的构造运动。西部的科迪勒拉碰撞带在连续地壳运动中，伴有强烈的火山活动。乌拉尔残余地槽在晚二叠世褶皱隆起，欧亚陆域融为一体。中亚和中国北部、西南部的板块碰撞带于二叠纪经历了一段褶皱、变质、火山活动，包括花岗岩侵入及中、酸性熔岩、凝灰岩的喷出。
- 古特提斯洋，存在于北纬30°～40°，自地中海西部达印度尼西亚；南支沿澳大利亚西海岸到南纬30°；东北支与覆盖中国的陆表海相连，与日本离散小板块相通，向北与乌拉尔残余海相通。二叠紀晚期時冈瓦纳大陆的北缘出现一道裂谷，古特提斯洋的南边开始出现新的海洋，名为特提斯洋。